# Second concile de Mâcon
Pour les articles homonymes, voir Concile de Mâcon.
Pour la question de l'âme des femmes, voir Légende du concile de Mâcon.
Le second concile de Mâcon, dont l'initiative du roi Gontran de Bourgogne, se tient en 585, sous la présidence de Priscus évêque de Lyon.
Il réunit quarante-trois évêques de Bourgogne (sujets de Gontran) ainsi que ceux de Neustrie (sujets de Clotaire II), représentant une vingtaine de députés. Les évêques sujets du roi d'Austrasie n'y participent pas. Karl Joseph von Hefele (1870) le qualifie de « sorte de concile général de la nation franque ». On y prononce 20 canons.

## Contexte
Le concile se déroule le 23 octobre 585, dans la ville royale de Mâcon,.
Gontran, roi de Bourgogne, du Berry, de l'Orléanais et de la Provence méridionale, fait convoquer l'ensemble des évêques sous son autorité, mais aussi ceux placés sous Clotaire II, alors sous la tutelle de Gontran.
L'assemblée est placée sous la présidence de Priscus, évêque de Lyon. Il est qualifié de patriarche dans le procès-verbal.

## Canons
Le concile promulgue vingt canons, qu'on peut résumer comme suit.
1. Exhortation au repos dominical, que le peuple chrétien a la téméraire habitude de mépriser. Peines contre les contrevenants : si c'est un avocat qui a intenté un procès le dimanche, il le perdra; si c'est un paysan ou un esclave, il sera frappé à coups de bâton; si c'est un clerc ou un moine, il sera tenu six mois à l'écart de ses frères.
2. Célébration de la Semaine sainte, participation aux hymnes et aux «sacrifices», abstention de tout travail servile pendant six jours.
3. Sauf danger de mort, le baptême doit avoir lieu le jour de Pâques.
4. Tous les fidèles, hommes et femmes, doivent apporter à l'autel une offrande de pain et de vin.
5. Excommunication contre ceux qui ne paient pas la dîme ecclésiastique.
6. Qu'aucun prêtre bondé de nourriture ou enivré de vin (« confertus cibo aut crapulatus vino ») ne touche les espèces consacrées ni ne célèbre la messe.
7. Les affranchis, que les «judices» ont tendance à traiter injustement, ne peuvent pas être traînés devant les magistrats civils, mais devant l'évêque, à qui il est cependant loisible de se faire assister par un juge civil ou de lui confier le jugement.
8. Si quelqu'un se réfugie dans une église pour se soustraire au pouvoir séculier, le pouvoir séculier ne peut le saisir que par décision de l'évêque.
9. Un personnage puissant qui a des motifs d'accusation contre un évêque ne peut se saisir de lui mais doit le déférer à l'évêque métropolitain.
10. Celui qui a un grief contre un clerc subordonné à l'évêque doit le déférer à l'évêque, et c'est l'évêque qui instruira la cause.
11. Les évêques doivent pratiquer et prôner l'hospitalité.
12. Les juges séculiers doivent associer le pouvoir ecclésiastique aux délibérations dans les procès contre les veuves et les orphelins.
13. La maison épiscopale ne peut pas posséder de chiens, ce qui est contraire à sa vocation d'hospitalité.
14. Les puissants ne peuvent pas s'emparer des biens d'autrui sans procès.
15. Le laïc doit donner des signes de respect au clerc, même à celui d'un ordre mineur.
16. La veuve d'un sous-diacre, d'un exorciste ou d'un acolyte ne peut pas se remarier.
17. Interdiction d'enterrer ses morts dans le tombeau d'autres morts.
18. Menace des peines les plus graves contre les incestueux. Ce sont des gens qui « se roulent dans la merde » (« in merda convolvuntur »).
19. Aucun clerc ne peut assister aux interrogatoires des coupables ni aux exécutions.
20. Les évêques se réuniront de nouveau dans trois ans.

Suivent les souscriptions des évêques présents. Comme dit plus haut, les évêques d'Austrasie ne participèrent pas à ce concile. C'est donc par ouï-dire que Grégoire de Tours, qui était lui-même sujet du roi d'Austrasie, a eu connaissance d'un incident de ce concile dont les canons ne parlent pas et qui donna naissance à la fameuse légende du Concile de Mâcon.

## Signataires
L'assemblée est composée de 45 évêques originaires des provinces ecclésiastiques situées dans le domaine du roi Gontran et de son frère, vingt représentants d'évêques qui n'ont pu se déplacer,. Von Hefele (1870) distinguait deux évêques sans siège, Promotus de Châteaudun et Fronime d'Agde.
Liste des évêques participants, classés selon les provinces ecclésiastiques :
Province ecclésiastique de Sens
- Arthème (Artemius), évêque métropolitain de Sens,
- Aunaire (Auna(cha)rius), évêque d'Auxerre,
- Pappolus, évêque de Chartres,
- Namatius/Namaticius, évêque d'Orléans,
- Agricola, évêque de Nevers,
- Ragnemod (Ragnebodus), évêque de Paris,
- Agrecius, évêque de Troyes.

Province ecclésiastique de Bourges
- Sulpice (Sulpicius), évêque métropolitain de Bourges,
- Ferréol (Feriolus), évêque de Limoges,
- Urcin (Ursicinus), évêque de Cahors.

Province ecclésiastique de Bordeaux
- Bertrand (Bertechramnus), évêque métropolitain de Bordeaux,
- Pallais (Palladius), évêque de Saintes,
- Antidius, évêque d'Agen,
- Chartier (Carterius), évêque de Périgueux,
- Nicaise (Nicasius), évêque d'Angoulême,
- Magnulphe (Magnulfus), évêque de Toulouse envoye un représentant,

Province ecclésiastique d'Arles
- Sapaudus, évêque métropolitain d'Arles envoye un représentant,
- Théodore, (Theodorus), évêque de Marseille,
- représentant de Pappus, évêque d'Apt[3]
- Heraclius, évêques de Digne[4],
- Trapidius/Trapecius, évêque d'Orange,
- Véran (Veranus), évêque de Cavaillon,
- Urbicus, évêque de Riez,
- Arey (Aridius), évêque de Gap,
- Emérite (Emeritus), évêque d'Embrun,
- Agrèce (Agricius), évêque de Glandèves,
- Pologronius, évêque de Sisteron,
- Artemius, évêque de Vaison[5],
- Boetius, évêque de Carpentras,
- Eusèbe II (Eusebius), évêque de Saint-Paul-Trois-Châteaux[6],
- Optat (Optatus), évêque d'Antibes, envoye un représentant,
- Deuthère (Deuterius), évêque de Vence, envoye un représentant,
- Desiderius, évêque de Toulon, envoye un représentant,
- Pientius, évêque d'Aix, envoye un représentant,
- Catulinus/Catholinus, évêque de Nice, envoye un représentant,
- Jean III (Johannes), évêque d'Avignon, envoye un représentant,
- Vigile (Vigilius), évêque de Senez, envoye un représentant.

Province ecclésiastique de Lyon
- Priscus, évêque métropolitain de Lyon,
- Syagre (Siagrius), évêque d'Autun,
- Fronime, ancien évêque d'Agde,
- Eusèbe (Eusebius), évêque de Mâcon,
- Mummole le Bon (Mummolus), évêque de Langres,
- Flavius, évêque de Chalon-sur-Saône.

Province ecclésiastique de Vienne
- Évance (Evantius), évêques métropolitain de Vienne[7],
- Isice Ier (Hesychius/Estitius), évêque de Grenoble[8],
- Sylvestre (Sylvester), évêque de Besançon,
- /Ragnoald/Ragnoalde/Raynoalde (Ragnoaldus), évêque de Valence[9],
- Marius, évêque d'Avenches,
- Cariatto (Chariatus), évêque de Genève[10],
- Hiconius, évêque de Maurienne[11],
- Marcien/Marcel (Marcianus/Martianus), évêque de Tarentaise (Duchesne disait qu'il avait été représenté)[12],
- Félix, évêque de Belley,
- Paul Ier (Paulus), évêque de Die, envoye un représentant,
- Héliodore (Heliodorus), évêque de Sion, envoye un représentant.

Province ecclésiastique d'Eauze
- Orestes (Orestis), évêque de Bazas,
- Fauste (Faustus), évêque d'Auch,
- Rusticus, évêque d'Aire,
- Savin (Savinus), évêque de Lescar,
- Rufin (Rufinus), évêque de Comminges,
- Lezer (Lucerius), évêque d'Oloron,
- Amelius, évêque de Bigorre (Tarbes).

Province ecclésiastique de Rouen
- Prétextat (Pretextatus/Praetextatus), évêque métropolitain de Rouen,

Autres évêques présents
- Baudegisile (Baudegisel), évêque du Mans, de la province de Tours relevant de l'Austrasie,
- Fronime, ancien évêque d'Agde,
- Promotus, dit évêque de Châteaudun[13],
- Faustianius, évêque de Dax.